# Обряд Одина
«Обряд Одина» или «Одинический обряд» (ОО) (англ. The Odinic Rite, OR) — неоязыческая организация, исповедующая одинизм, новое религиозное движение, названное в честь главного бога скандинавской мифологии Одина. Принадлежит к реконструкционизму, ориентированному на германское, скандинавское, и англосаксонское язычество, а также на германскую мифологию.

## Одинизм
Согласно современным исследованиям, термин «одинизм» впервые был использован в 1820-х годах. Наиболее значимым было его употребление в 1840 году шотландским писателем, историком и философом Томасом Карлайлом в книге «Герои, почитание героев и героическое в истории»:

Одинизм был воплощением отваги, христианство — смирения, то есть более благородного рода отваги.Оригинальный текст (англ.)Odinism was Valour; Christianism was humility, a nobler kind of Valour.
Позднее он употреблялся и часто ошибочно упоминался как придуманный Орестом Браунсоном в 1848 году в его «Письме к протестантам». В конце 1930-х годов Александр Руд Миллс ввёл этот термин в Австралии вместе с его «Первой англецинской церковью Одина» в книге «Зов нашей древней нордической религии» («The Call of Our Ancient Nordic Religion»»). В 1960-х и начале 1970-х годов Группа изучения одинизма Эльзы Кристенсен, а позже и её Братство одинистов, ввели этот термин в употребление в Северной Америке.
«Обряд Одина» определяет одинизм как современное выражение древних религий, которые росли и эволюционировали вместе с индоевропейскими народами, которые поселились в Северной Европе и стали известны как германские. Одинический обряд избегает таких понятий, как «религия викингов» или «Асатру», считая, что эпоха викингов была очень маленьким периодом в истории и эволюции веры.

## История
В 1973 году Джон Гиббс-Бейли (известный как «Hoskuld») и Джон Йеоуэлл, (известный как «Stubba») основали в Англии Комитет по восстановлению одинического обряда, или Одинический комитет. Йеоуэлл с 1933 по 1936 год в подростковом возрасте был членом Британского союза фашистов. В 1980 году организация изменила своё название на «Обряд Одина» после того, как она приобрела большой интерес к восстановлению одинической веры.
В 1989 году Йеоуэлл подал в отставку с поста директора управляющего органа «Обряда Одина» — «Суда Готара». Затем суд единогласно избрал Хеймгеста своим директором, он был официально назначен на эту должность 23 апреля 1989 года у Камня белого коня в Кенте. Фрейя Асвинн официально объявила о его вступлении в должность. До своего участия в Обряде Одина Хеймгест принадлежал к Лиге Хеймдаль, небольшой закрытой группе, которая распалась в середине 1980-х годов. Некоторые члены этой группы присоединились к Хеймгесту при вступлении в «Обряд Одина», поскольку они считали, что у него есть «возможности лучше всего представить родовую религию одинизма современному миру». Хеймгест остаётся директором «двора Готара».
В 1991 году Джон Йеоуэлл окончательно ушёл из «Суда Готара» и покинул «Обряд Одина». В 1996 году Йеоуэлла снова приняли в «Обряд Одина».

## Состав
У «Обряда Одина» есть национальные отделения во Франции (ORF), Северной Америке (ORV, 1997) и Нидерландах (ORN, 2006), а отдельные члены разбросаны по многим другим странам. «Обряд Одина» имеет юридический статус в Великобритании и США. Независимый «Обряд Одина» Австралии имеет законный статус в Австралии.

## Политика
На веб-сайте «Обряда Одина» размещён отказ от ответственности, согласно которому организация является политически нейтральной и участники, которые участвуют в политической деятельности, делают это как частные лица, а не как представители «Обряда Одина».

## Ценности
Члены «Обряда Одина» поощряются к тому, чтобы жить своей жизнью в соответствии с Девятью благородными добродетелями и Девятью обязанностями, которые были «кодифицированы британскими фашистами из «Hávamál» и «Sigrdrífomál» (стихотворения из «Старшей Эдды») в начале 1970-х годов». Девять добродетелей, по которым стремятся жить члены организации, включают: мужество, честность, честь, верность, дисциплина, гостеприимство, самостоятельность, усердие, упорство.

## Книги
- «Книга Блотара» («The Book of Blotar») — книга ритуалов, изданная «Обрядом Одина» для прославления одинизма.
- «Книга Пятен» («The Book of Blots») — книга ритуалов 1991 года, написанная Джоном Йеоуэллом и опубликованная «Обрядом Одина». Несанкционированное второе издание было опубликовано в 2014 году независимым «Обрядом Одина» Австралии[11].

## В популярной культуре
В 1997 году глава «Суда Готара» Хеймгест, исполнил гальд — распевное заклинание — для альбома группы Sol Invictus «The Blade».